# Józef Kluss
Józef Karol Kluss (ur. 4 listopada 1890 w Nowym Siole, zm. 5 lutego 1967 w Pszczynie) – polski malarz, historyk sztuki, filozof i konserwator zabytków. 

## Życiorys
Po zakończeniu edukacji we Lwowie i w Krakowie pracował na Nowogródczyźnie jako nauczyciel. Od 1913 uczył się malarstwa na prywatnych zajęciach u Józefa Mehoffera, po roku przerwał naukę i wstąpił do Legionów Polskich, w stopniu sierżanta służył w 1 Pułku Piechoty a następnie w Polskim Korpusie Posiłkowym. W 1917 został wcielony do armii austriackiej. Po przejściu do rezerwy kontynuował naukę malarstwa, równolegle studiował na Uniwersytecie Jagiellońskim. Zajęcia z historii sztuki wykładali Jerzy Mycielski i Julian Pagaczewski, a Leon Wyczółkowski uczył technik graficznych. Józef Kluss otrzymał w 1925 stypendium rządu francuskiego i wyjechał studiować w École de Louvre i Académie de la Grande Chaumière w Paryżu, gdzie jedną z wykładowczyń była Olga Boznańska. Podróżował po Europie, gdzie poznawał sztukę i tworzył. W 1926 powrócił do kraju i ukończył studia na Akademii Sztuk Pięknych. Poza malowaniem pracował w krakowskim gimnazjum jako lektor języka niemieckiego. W styczniu 1930 przeprowadził się do Warszawy, otrzymał stanowisko konserwatora zabytków miasta stołecznego Warszawy oraz województw: łódzkiego (1930-1931) i białostockiego (1931-1933). Równocześnie uczęszczał na studia podyplomowe na Uniwersytecie Lwowskim, 28 marca 1931 obronił u prof. Władysława Podlachy pracę doktorską otrzymując tytuł doktora filozofii. Po śmierci marszałka Józefa Piłsudskiego Józef Kluss został członkiem Tymczasowego Komitetu Organizacji Muzeum Józefa Piłsudskiego, które miało się mieścić w Belwederze. Po jego uruchomieniu otrzymał funkcję kustosza i wszedł w skład komisji zajmującej się konserwacją pałacu. 
Podczas II wojny światowej był zaangażowany w tajne nauczanie w gimnazjach im. Stanisława Staszica i Adama Mickiewicza i w szkole handlowej Roesslerów. Po upadku Powstania Warszawskiego uciekł z transportu prowadzonego do Dulagu 121 w Pruszkowie i przedostał się do Lublina, gdzie znalazł zatrudnienie, jako przewodniczący departamentu ochrony zabytków w resorcie Resorcie Kultury i Sztuki PKWN. 
Od kwietnia 1945 pełnił stanowisko wojewódzkiego konserwatora zabytków w Rzeszowie, a od stycznia 1946 konserwatora zabytków województwa śląsko-dąbrowskiego, obejmującego swoim zasięgiem do 1950 także tereny Opolszczyzny (był wojewódzkim konserwatorem zabytków w Katowicach w latach 1946–1954). Od czerwca 1945 został skierowany do zorganizowania i prowadzenia Muzeum w Pszczynie. W 1950 został wykładowcą historii grafiki w Akademii Sztuk Pięknych w Krakowie, w filii w Katowicach. Od 1954 został kustoszem zorganizowanego w Pszczynie muzeum wnętrz, kierował placówką do przejścia na emeryturę w 1962. Za zaangażowanie w pracę nad rozwojem kultury polskiej został odznaczony Medalem 10-lecia Polski Ludowej.